# Mesaje de aproape
Mesaje de aproape este un film românesc din 2009 regizat de Valeriu Căliman.